# Municipio de Wayne (condado de Greene)
El municipio de Wayne (en inglés: Wayne Township) es un municipio ubicado en el condado de Greene en el estado estadounidense de Pensilvania. En el año 2000 tenía una población de 1.223 habitantes y una densidad poblacional de 12 personas por km².

## Geografía
El municipio de Wayne se encuentra ubicado en las coordenadas 39°47′00″N 80°13′59″O / 39.78333, -80.23306.

## Demografía
Según la Oficina del Censo en 2000 los ingresos medios por hogar en la localidad eran de $29,950 y los ingresos medios por familia eran de $35,625. Los hombres tenían unos ingresos medios de $32,727 frente a los $21,528 para las mujeres. La renta per cápita de la localidad era de $14,296. Alrededor del 13,8% de la población estaba por debajo del umbral de pobreza.